# Charlize Theron
Charlize Theron (n. 7 august 1975) este o actriță americană originară din Africa de Sud, câștigătoare a premiului Oscar. În anul 2007, a primit din partea revistei Esquire distincția Sexiest Woman Alive.

## Biografie

### Viața
Theron s-a născut la Benoni în Africa de Sud. Tatăl său, Charles Theron, era proprietarul unei companii de construcții, descendent al Hughenoților din Franța. Mama sa, Gerda Jacoba Aletta (n. Maritz), este ca origine din Germania și a preluat afacerile soțului său după decesul acestuia. Limba maternă a lui Theron este afrikaans, iar ce-a de-a doua limbă vorbită este engleza. "Theron" este un nume franțuzesc pronunțat în afrikaans "Tronn", deși ea a declarat că preferă să i se spună "Thrown"  Arhivat în 18 iulie 2011, la Wayback Machine..
Theron a fost singurul copil al părinților săi și a crescut la o fermă lângă Johannesburg (Benoni). La vârsta de treisprezece ani a fost trimisă la internatul unei școli și și-a început studiile la Școala Națională de Arte de la Johannesburg. La cincisprezece ani, Theron a fost martora morții tatălui său, un alcoolic, care a fost împușcat de mama ei, aflată în legitimă apărare, în timp ce acesta o atacase. Nu au fost înregistrate acuzații până la momentul de față.

### Carieră
La vârsta de șaisprezece ani, după ce a câștigat un concurs din Salerno, Theron se duce la Milano în Italia pentru un contract de un an ca model. Contractul ei s-a încheiat în timp ce se afla la New York City și ea s-a hotărât să rămână acolo, pentru a merge la școala de balet Joffrey. Aici s-a antrenat pentru a deveni balerină. O accidentare la genunchi suferită la 18 ani a pus capăt carierei de balerină.
Fiindu-i imposibil să mai danseze, ea și-a cumpărat un bilet pentru Los Angeles. După opt luni, ea a obținut primul său rol, unul în care nu a spus nimic, într-un film pentru video Children of the Corn III. Acestei prime apariții de la Hollywood, i-au urmat filme cu audiențe mai extinse. Cariera sa a luat o amploare deosebită spre sfârșitul anilor 90 prin intermediul filmelor cu succes de încasări The Devil's Advocate, The Cider House Rules și Mighty Joe Young.
Ediția din mai 1999 a Playboy a publicat fotografii nud ale lui Theron, făcute la începuturile carierei sale de model. Pretinzând că acestea au fost destinate unei "utilizări private", Theron l-a dat în judecată pe fotograful Guido Argentini precum și publicația americană, însă fără succes.
După alte apariții în filme mai puțin notabile, Theron a jucat rolul criminalei în serie Aileen Wuornos în filmul Monster (2003). Rolul a fost foarte bine primit de criticii de film (criticul Roger Ebert a declarat că este „una dintre cele mai bune interpretări din istoria cinematografiei”), Theron primind astfel un Oscar pentru cea mai bună actriță în cadrul celei de-a 76 gale în februarie 2004, pe lângă un premiu SAG Award, un premiu Golden Globe și premiul pentru cea mai bună actriță la Festivalul Internațional de Film de la Berlin. Ea devine astfel prima femeie sud-africană care câștigă Oscar-ul pentru cea mai bună actriță.
După semnarea unui contract cu John Galliano în 2004, Theron a înlocuit-o pe modelul estonian Tiiu Kuik în reclamele J'ADORE de Christian Dior, devenind purtătorul de cuvânt pentru parfumurile Dior. În 30 septembrie 2005, ea și-a primit steaua sa de bronz pe celebrul Walk of Fame din Hollywood.</ref name="bbc-wof"> În același an a jucat în filmul Æon Flux, un SF care s-a dovedit a fi un eșec financiar. Tot în 2005 a primit aprecieri pozitive precum și nominalizări pentru Golden Globe ca Cea mai bună actriță pentru interpretarea sa din drama North Country. A fost de asemenea nominalizată și pentru Oscar pentru același rol, dar nu a câștigat. Aceasta a fost cea de-a doua sa nominalizare.
În 2005, Theron a interpretat-o pe Rita, iubita lui Michael Bluth (Jason Bateman), în cel de-al treilea sezon al sitcom-ului, bine apreciat de critici, Arrested Development difuzat de FOX.
În 2019, Theron a apărut în N-ai șanse, frate!, alături de Seth Rogen.

## Filmografie
| An   | Titlu                                   | Rol                | Note            |
| ---- | --------------------------------------- | ------------------ | --------------- |
| 1995 | Children of the Corn III: Urban Harvest | Young Woman        | Uncredited      |
| 1996 | 2 Days in the Valley                    | Helga Svelgen      |                 |
| 1996 | That Thing You Do!                      | Tina Powers        |                 |
| 1997 | Hollywood Confidential                  | Sally              | TV Film         |
| 1997 | Trial and Error                         | Billie Tyler       |                 |
| 1997 | The Devil's Advocate                    | Mary Ann Lomax     |                 |
| 1998 | Celebrity                               | Supermodel         |                 |
| 1998 | Mighty Joe Young                        | Jill Young         |                 |
| 1999 | The Astronaut's Wife                    | Jillian Armacost   |                 |
| 1999 | The Cider House Rules                   | Candy Kendall      |                 |
| 2000 | Reindeer Games                          | Ashley Mercer      |                 |
| 2000 | The Yards                               | Erica Stoltz       |                 |
| 2000 | The Legend of Bagger Vance              | Adele Invergordon  |                 |
| 2000 | Men of Honor                            | Gwen Sunday        |                 |
| 2001 | Sweet November                          | Sara Deever        |                 |
| 2001 | The Curse of the Jade Scorpion          | Laura Kensington   |                 |
| 2001 | 15 Minutes                              | Rose Heam          |                 |
| 2002 | Trapped                                 | Karen Jennings     |                 |
| 2002 | Waking Up in Reno                       | Candy Kirkendall   |                 |
| 2003 | The Italian Job                         | Stella Bridger     |                 |
| 2003 | Monster                                 | Aileen Wuornos     |                 |
| 2004 | Head in the Clouds                      | Gilda Bessé        |                 |
| 2005 | North Country                           | Josey Aimes        |                 |
| 2005 | Aeon Flux                               | Aeon Flux          |                 |
| 2005 | Aeon Flux                               | Aeon Flux          | Voice           |
| 2007 | In the Valley of Elah                   | Det. Emily Sanders |                 |
| 2008 | Sleepwalking                            | Joleen Reedy       | Also producer   |
| 2008 | Hancock                                 | Mary Embrey        |                 |
| 2008 | Battle in Seattle                       | Ella               |                 |
| 2009 | The Burning Plain                       | Sylvia             |                 |
| 2009 | The Road                                | Wife               |                 |
| 2009 | Astro Boy                               | Narrator           | Voice           |
| 2011 | Young Adult                             | Mavis Gary         |                 |
| 2012 | Snow White and the Huntsman             | Queen Ravenna      |                 |
| 2012 | Prometheus                              | Meredith Vickers   |                 |
| 2014 | A Million Ways to Die in the West       | Anna               | Post-production |
| 2014 | Dark Places                             | Libby Day          | Post-Production |
| 2015 | Mad Max: Fury Road                      | Imperator Furiosa  | Post-Production |

| An   | Titlu                               | Rol                              | Note                                   |
| ---- | ----------------------------------- | -------------------------------- | -------------------------------------- |
| 2004 | The Life and Death of Peter Sellers | Britt Ekland                     | TV Film                                |
| 2000 | Saturday Night Live                 | Host                             | S26E4: Charlize Theron/Paul Simon      |
| 2005 | Arrested Development                | Rita (Mr.F)                      | 5 episodes                             |
| 2006 | Robot Chicken                       | Daniel's Mom / Mother / Waitress | Voice; Episode: "Book of Corrine"      |
| 2009 | FIFA World Cup 2010 Draw            | Presenter                        | TV Special                             |
| 2012 | Top Chef                            | Self; judge                      | S9E11: Fit for an Evil Queen           |
| 2014 | Saturday Night Live                 | Host                             | S39E20: Charlize Theron/The Black Keys |

| An   | Titlu     | Rol                              | Note                    |
| ---- | --------- | -------------------------------- | ----------------------- |
| 2010 | Crossfire | Mysterious and dangerous rescuer | Song by Brandon Flowers |

| An   | Titlu             | Note                    |
| ---- | ----------------- | ----------------------- |
| 2003 | Monster           | Also actress            |
| 2006 | East of Havana    | Documentary             |
| 2008 | Sleepwalking      | Also actress            |
| 2008 | The Burning Plain | Executive, also actress |
| 2014 | Dark Places       | Also actress            |

## Premii și nominalizări
| An   | Lucrare nominalizată                | Premiu                                                                                  | Categorie                                                                     | Rezultat     |
| ---- | ----------------------------------- | --------------------------------------------------------------------------------------- | ----------------------------------------------------------------------------- | ------------ |
| 1998 | Mighty Joe Young                    | Saturn Award                                                                            | Best Supporting Actress                                                       | Nominalizare |
| 1999 | The Cider House Rules               | Bambi Award                                                                             | Shooting Star: Female                                                         | Câștigat     |
| 1999 | The Cider House Rules               | Satellite Award                                                                         | Best Supporting Actress – Drama                                               | Nominalizare |
| 1999 | The Cider House Rules               | Screen Actors Guild Award                                                               | Outstanding Performance by a Cast in a Motion Picture                         | Nominalizare |
| 1999 | The Cider House Rules               | Teen Choice Award                                                                       | Film – Choice Actress                                                         | Nominalizare |
| 2003 | Monster                             | Academy Award                                                                           | Best Actress                                                                  | Câștigat     |
| 2003 | Monster                             | British Academy Film Awards                                                             | Best Actress in a Leading Role                                                | Nominalizare |
| 2003 | Monster                             | Central Ohio Film Critics Association Award                                             | Best Actress                                                                  | Câștigat     |
| 2003 | Monster                             | Chicago Film Critics Association Award                                                  | Best Actress                                                                  | Câștigat     |
| 2003 | Monster                             | Critics' Choice Movie Award                                                             | Best Actress                                                                  | Câștigat     |
| 2003 | Monster                             | Dallas-Fort Worth Film Critics Association Award                                        | Best Actress                                                                  | Câștigat     |
| 2003 | Monster                             | Golden Globe Award                                                                      | Best Actress – Motion Picture Drama                                           | Câștigat     |
| 2003 | Monster                             | Independent Spirit Award                                                                | Best Female Lead                                                              | Câștigat     |
| 2003 | Monster                             | Irish Film & Television Award                                                           | Best International Actress                                                    | Nominalizare |
| 2003 | Monster                             | Las Vegas Film Critics Society Award                                                    | Best Actress                                                                  | Câștigat     |
| 2003 | Monster                             | London Film Critics' Circle Award                                                       | Actress of the Year                                                           | Nominalizare |
| 2003 | Monster                             | Los Angeles Film Critics Association Award                                              | Best Actress                                                                  | Nominalizare |
| 2003 | Monster                             | MTV Movie Award                                                                         | Best Female Performance                                                       | Nominalizare |
| 2003 | Monster                             | MTV Movie Award                                                                         | Best Kiss                                                                     | Nominalizare |
| 2003 | Monster                             | National Board of Review of Motion Pictures                                             | Best Breakthrough Performance by an Actress                                   | Câștigat     |
| 2003 | Monster                             | National Society of Film Critics Award                                                  | Best Actress                                                                  | Câștigat     |
| 2003 | Monster                             | New York Film Critics Circle Awards                                                     | Best Actress                                                                  | Nominalizare |
| 2003 | Monster                             | New York Film Critics Online Awards                                                     | Best Actress                                                                  | Câștigat     |
| 2003 | Monster                             | Online Film Critics Society Awards                                                      | Best Actress                                                                  | Nominalizare |
| 2003 | Monster                             | San Francisco Film Critics Circle Award                                                 | Best Actress                                                                  | Câștigat     |
| 2003 | Monster                             | Satellite Award                                                                         | Best Actress – Motion Picture Drama                                           | Câștigat     |
| 2003 | Monster                             | Screen Actors Guild Award                                                               | Outstanding Performance by a Female Actor in a Leading Role                   | Câștigat     |
| 2003 | Monster                             | Silver Bear (Silberner Bär) (tied with Catalina Sandino Moreno for Maria Full of Grace) | Best Actress                                                                  | Câștigat     |
| 2003 | Monster                             | Vancouver Film Critics Circle Award                                                     | Best Actress                                                                  | Câștigat     |
| 2004 | The Life and Death of Peter Sellers | Golden Globe Award                                                                      | Best Supporting Actress – Series, Miniseries, or Television Film              | Nominalizare |
| 2004 | The Life and Death of Peter Sellers | Primetime Emmy Award                                                                    | Outstanding Supporting Actress in a Miniseries or Movie                       | Nominalizare |
| 2004 | The Life and Death of Peter Sellers | Screen Actors Guild Award                                                               | Outstanding Performance by a Female Actor in a Miniseries or Television Movie | Nominalizare |
| 2005 | North Country                       | Academy Award                                                                           | Best Actress                                                                  | Nominalizare |
| 2005 | North Country                       | British Academy Film Awards                                                             | Best Actress in a Leading Role                                                | Nominalizare |
| 2005 | North Country                       | Critics' Choice Movie Award                                                             | Best Actress                                                                  | Nominalizare |
| 2005 | North Country                       | Dallas-Fort Worth Film Critics Association Award                                        | Best Actress                                                                  | Nominalizare |
| 2005 | North Country                       | Golden Globe Award                                                                      | Best Actress – Motion Picture Drama                                           | Nominalizare |
| 2005 | North Country                       | Satellite Award                                                                         | Best Actress – Motion Picture Drama                                           | Nominalizare |
| 2005 | North Country                       | Screen Actors Guild Award                                                               | Outstanding Performance by a Female Actor in a Leading Role                   | Nominalizare |
| 2005 | North Country                       | St. Louis Gateway Film Critics Association Awards                                       | Best Actress                                                                  | Nominalizare |
| 2005 | North Country                       | Vancouver Film Critics Circle Awards                                                    | Best Actress                                                                  | Nominalizare |
| 2005 | North Country                       | Washington D.C. Area Film Critics Association Award                                     | Best Actress                                                                  | Nominalizare |
| 2005 | North Country                       | Women Film Critics Circle Awards                                                        | Best Female Images in a Movie                                                 | Câștigat     |
| 2005 | North Country                       | Women Film Critics Circle Awards                                                        | Best Actress                                                                  | Câștigat     |
| 2008 | Hancock                             | Saturn Award                                                                            | Best Supporting Actress                                                       | Nominalizare |
| 2009 | The Burning Plain                   | Saturn Award                                                                            | Best Actress                                                                  | Nominalizare |
| 2011 | Young Adult                         | Central Ohio Film Critics Association Award                                             | Best Actress                                                                  | Nominalizare |
| 2011 | Young Adult                         | Critics' Choice Movie Award                                                             | Best Actress                                                                  | Nominalizare |
| 2011 | Young Adult                         | Dallas-Fort Worth Film Critics Association Award                                        | Best Actress                                                                  | Nominalizare |
| 2011 | Young Adult                         | Detroit Film Critics Society Award                                                      | Best Actress                                                                  | Nominalizare |
| 2011 | Young Adult                         | Georgia Film Critics Association Award                                                  | Best Actress                                                                  | Nominalizare |
| 2011 | Young Adult                         | Golden Globe Award                                                                      | Best Actress – Motion Picture Musical or Comedy                               | Nominalizare |
| 2011 | Young Adult                         | National Board of Review of Motion Pictures                                             | Best Actress (runner-up)                                                      | Nominalizare |
| 2011 | Young Adult                         | Palm Springs International Film Festival                                                | Chairman's Vanguard Award                                                     | Câștigat     |
| 2011 | Young Adult                         | Satellite Award                                                                         | Best Actress – Motion Picture                                                 | Nominalizare |
| 2012 | Prometheus                          | Teen Choice Award                                                                       | Choice Summer Movie Star: Female                                              | Nominalizare |
| 2012 | Prometheus                          | People's Choice Award                                                                   | Favorite Dramatic Movie Actress                                               | Nominalizare |
| 2012 | Snow White and the Huntsman         | People's Choice Award                                                                   | Favorite Dramatic Movie Actress                                               | Nominalizare |
| 2012 | Snow White and the Huntsman         | Saturn Award                                                                            | Best Supporting Actress                                                       | Nominalizare |
| 2012 | Snow White and the Huntsman         | Teen Choice Award                                                                       | Choice Movie Hissy Fit                                                        | Câștigat     |
| 2012 | Snow White and the Huntsman         | Teen Choice Award                                                                       | Choice Movie Villain                                                          | Nominalizare |
| 2012 | Snow White and the Huntsman         | Teen Choice Award                                                                       | Choice Summer Movie Star: Female                                              | Nominalizare |